# Lovosice (zámek)
Lovosice jsou zámek ve stejnojmenném městě v okrese Litoměřice. Postaven byl na místě starší tvrze okolo poloviny šestnáctého století. Zámek je chráněn jako kulturní památka.

## Historie

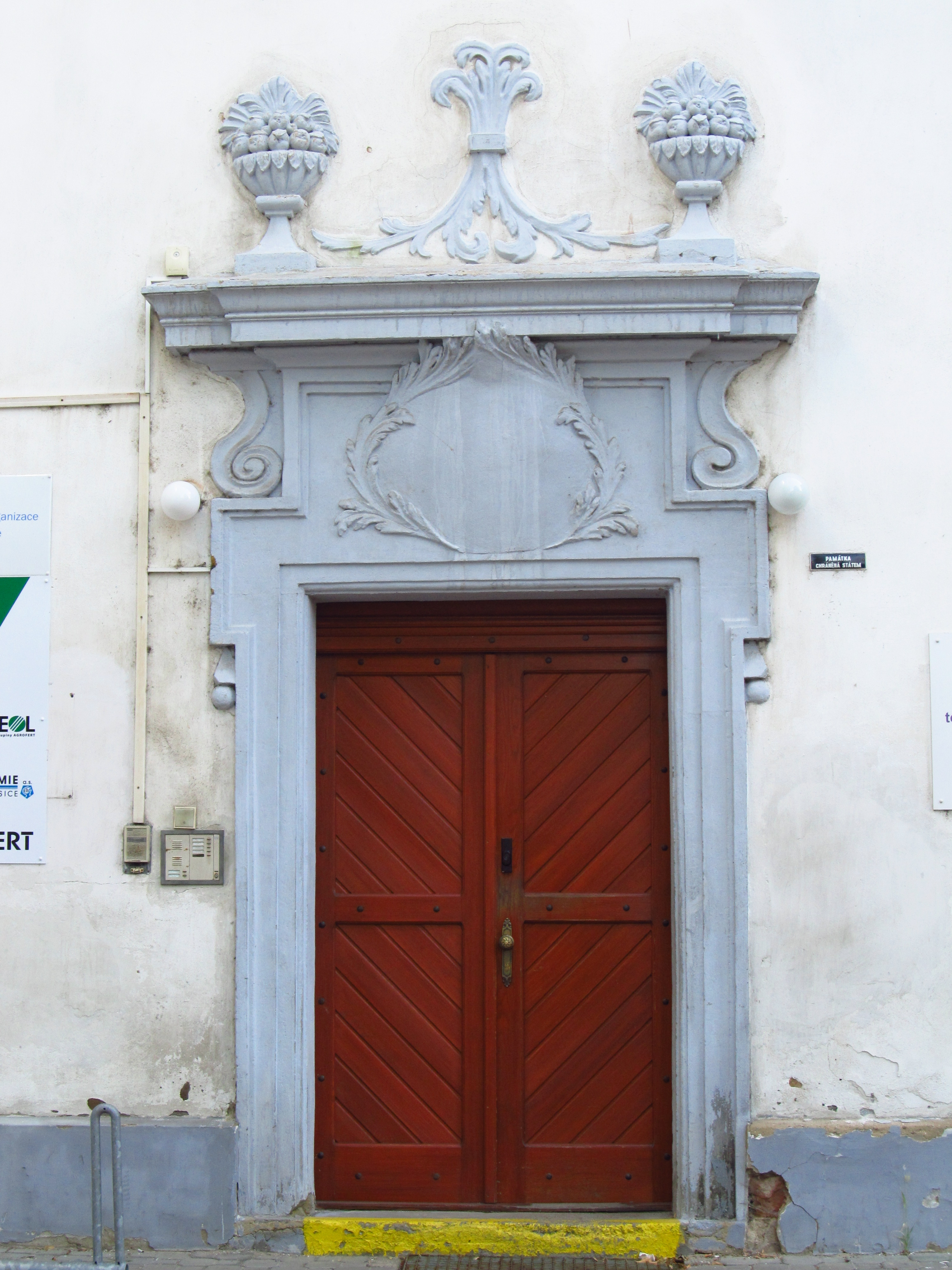
Vstupní portál

Starším panským sídlem v Lovosicích byla tvrz postavená pravděpodobně během husitských válek. Vesnici zabavenou klášteru Altzella roku 1415 králem Václavem IV. tehdy držel v zástavě rod Vláška z Kladna. První písemná zmínka o tvrzi pochází z roku 1479, kdy král Vladislav Jagellonský ukončil spor mezi klášterem a Václavem z Kladna a Lovosic. V roce 1507 se majitelem stal nejvyšší kancléř Albrecht Libštejnský z Kolovrat, který panství zastavil za deset tisíc rýnských zlatých Jindřichu Šlejnicovi. Šlejnicové později vedli s Kolovraty spor a majetek, který vyhráli a od kláštera koupili zbývající část panství, k níž mimo jiné patřila tvrz s poplužním dvorem, Malé Žernoseky nebo Lhotka nad Labem. Jiří Šlejnic dal v letech 1545–1574 na místě tvrze postavit renesanční zámek, který mohl být podle historických kreseb opevněn.
Roku 1574 se novým majitelem stal Jan z Valdštejna († 1576) a po něm syn Adam z Valdštejna, který podal 22. června roku 1600 císaři Rudolfovi II. žádost o vyzdvižení obce Lovosice na městečko. Císař ji schválil již v červenci téhož roku, povýšil Lovosice na městečko s právem týdenního pátečního trhu a s pečeti. Panství se poté výrazně rozrostlo. Po Adamově smrti roku 1638 zdědil lovosické panství jeho syn Karel Ferdinand z Valdštejna, který je roku 1655 prodal hraběnce Sylvii Kateřině Černínové, rozené z Caretto Millessimo. Ta se po smrti prvního manžela Heřmana Černína z Chudenic podruhé provdala roku 1659 za císařského polního maršála Leopolda Viléma, markraběte Bádenského (1626–1671), který většinu času strávil v bojích s Turky. Hraběnka v jeho nepřítomnosti dobře spravovala panství zpustošené za třicetileté války, ale manželství zůstalo bezdětné. Lovosice odkázala testamentem synovci svého manžela, tehdy devítiletému Ludvíku Vilémovi, markraběti z Baden-Badenu, po němž je zdědil jeho syn Ludvík Jiří Simpert (1702-1761) a po něm jeho dcera Alžběta Augusta, která je roku 1783 odkázala svému příbuznému, knížeti Janovi ze Schwarzenbergu.
Na počátku sedmileté války, po bitvě u Lovosic (1756), na zámku určitou dobu pobýval pruský král Fridrich II.
Schwarzenbergům Lovosice patřily až do druhé světové války. Roku 1809 zámek vyhořel, a při pozdější obnově zanikly renesanční štíty a lunety. Býval zde uložen schwarzenberský archív, po jeho přenesení do Třeboně se zámek mezi lety 1949–1960 stal sídlem okresního národního výboru a později školy.

## Stavební podoba
Dvoupatrová zámecká budova má obdélníkový půdorys s předstupujícími bočními rizality. Fasády jsou členěné římsami. Dovnitř se vstupuje raně barokním portálem zdobeným římskou a vázami. Řada místností a chodeb je zaklenutá valenými a hřebínkovými klenbami. Přízemní místnosti zdobí štuky a v prvním patře se dochovaly fragmenty maleb českých panovníků z první poloviny sedmnáctého století. K zámku přiléhá zahrada se dvěma altány v nárožích.